# 内藤元忠
内藤 元忠（ないとう もとただ）は、安土桃山時代から江戸時代前期にかけての武将。父は毛利氏の重臣・内藤隆春。母は内藤氏家臣・阿座上盛豊の娘。一時期、林元尚の婿養子となって「林仁左衛門尉」と名乗ったが、兄・内藤元家の死に伴い、内藤家に戻って家督を継いだ。

## 生涯
毛利氏重臣・内藤隆春の次男として生まれ、毛利輝元と秀就の二代に御手廻（側近）として仕える。
林就長の弟である林元尚が嫡男のいないまま死去すると、元尚の一人娘と婚姻し、婿養子となって「林仁左衛門尉」と名乗った。
慶長17年（1612年）6月15日、兄・内藤元家が嫡男のいないまま病死すると、外戚でもある内藤家が断絶することを憂えた輝元の計らいにより、元忠が内藤家に戻って元家の後を継いだ。内藤家に戻った元忠は通称を「左近允」と改め、後に「左衛門尉」と名乗る。なお、林家は元忠の嫡男である正助が継いでいる。
元和3年（1617年）12月13日、秀就から諸役目についての法度を与えられる。
寛永2年（1625年）5月2日に死去。次男の元俊が14歳で後を継ぎ、同年8月13日に長門国美祢郡伊佐村の内の1620石と阿武郡高佐村の内の180石の合計1800石を与えられている。

## 系譜
- 父：内藤隆春（1528-1600） - 内藤氏当主。
- 母：阿座上盛豊の娘（?-?） - 内藤氏家臣・阿座上盛豊の娘。内藤隆春の継室[1]。
- 正室：林元尚の娘
  - 長男：林元助（?-?） - 元忠が内藤家の家督を相続するにあたって、林家の家督を相続する[2]。
  - 次男：内藤元俊（1612-1679） - 幼名は五郎作。通称は左衛門尉。延宝6年12月21日（1679年2月2日）に死去[2]。享年67[2]。
- 継室：村上景親の娘